# Miss Teen Intercontinental
Miss Teen Intercontinental é um concurso de beleza adolescente realizado desde 1973.
A atual detentora do título é a sudafricana Veronique Van der Merwe.

## História

### Primeiros Anos
O primeiro concurso de que se tem registro na história da competição ocorreu em 1973 em Aruba, sob o nome de "Miss Teenage Peace International", permanecendo assim até o ano de 1973.
Em 1974 o certame recebeu o nome de "Miss Teenage Intercontinental" e foi realizado até 1978. Entre 1979 e 1981, a disputa ganhou o título de "Miss Teen Intercontinental".

## Histórico

### Vencedoras mais recentes
| Ano  | País                                                           | Vencedora                                                      | Local do Evento                                                | R                                                              |                                                                |                                                                |
| 2015 | Bolívia                                                        | Laryssa Burgos Monteiro                                        | Guaiaquil                                                      |                                                                |                                                                |                                                                |
| 2016 | México                                                         | Jenyfer Benítez Peñafiel                                       | Cidade do Panamá                                               |                                                                |                                                                |                                                                |
| 2017 | Porto Rico                                                     | Tanailyn Medina Santiago                                       | Guaiaquil                                                      |                                                                |                                                                |                                                                |
| 2018 | México                                                         | Lisandra Torres Contreras                                      | Guaiaquil                                                      |                                                                |                                                                |                                                                |
| 2019 | Nicarágua                                                      | Oriana Narvaez                                                 | Guaiaquil                                                      |                                                                |                                                                |                                                                |
| 2020 | Concurso não realizado este ano devido a pandemia de Covid-19. | Concurso não realizado este ano devido a pandemia de Covid-19. | Concurso não realizado este ano devido a pandemia de Covid-19. | Concurso não realizado este ano devido a pandemia de Covid-19. | Concurso não realizado este ano devido a pandemia de Covid-19. | Concurso não realizado este ano devido a pandemia de Covid-19. |
| 2021 | Equador                                                        | Nayeli Zurita Fierro                                           | Guaiaquil                                                      |                                                                |                                                                |                                                                |
| 2022 | Curaçao                                                        | Stefany Calero Molina                                          | Guaiaquil                                                      |                                                                |                                                                |                                                                |
| 2023 | África do Sul                                                  | Veronique Van der Merwe                                        | Guaiaquil                                                      | [ 1 ]                                                          |                                                                |                                                                |
| 2024 | Equador                                                        | Valeria Palma                                                  | Lima                                                           |                                                                |                                                                |                                                                |